# Exarata chocoensis
Exarata chocoensis är en tvåhjärtbladig växtart som beskrevs av Alwyn Howard Gentry. Exarata chocoensis ingår i släktet Exarata och familjen Schlegeliaceae. Inga underarter finns listade i Catalogue of Life.